# Czarna Trzynastka Poznań
Harcerski Klub Sportowy „Czarna Trzynastka” – klub koszykarski z siedzibą w Poznaniu.

## Historia
Nazwa klubu pochodzi od poznańskiej 13 Drużyny Harcerskiej im. hetmana Jana Zamoyskiego, nazywanej „Czarną Trzynastką”, działającej od 1919 przy Gimnazjum im. Bergera w Poznaniu.
Pierwszy w historii mistrz Polski w koszykówce mężczyzn w 1928 oraz brązowi medaliści mistrzostw Polski z 1929. 
Skład drużyny z MP 1928: Zbigniew Kasprzak, Zdzisław Kasprzak, Marian Niesiołowski, Zbigniew Sikorski, Bolesław Wąsowski, Janusz Patrzykont, Bielajew, Kokorniak.
W skład ekipy wchodzili uczniowie Gimnazjum im. Gotthilfa Bergera w Poznaniu. w 1930 zawodnicy Czarnej Trzynastki zasilili powstałą w 1928 sekcję koszykówki AZS Poznań, z którą zdobyli trzy kolejne mistrzostwa Polski.